# 24944 Harish-Chandra
24944 Harish-Chandra este un asteroid din centura principală de asteroizi.

## Descriere
24944 Harish-Chandra este un asteroid din centura principală de asteroizi. A fost descoperit pe 11 iunie 1997 la Prescott (Arizona) de Paul G. Comba. Asteroidul prezintă o orbită caracterizată de o semiaxă mare de 2,69 ua, o excentricitate de 0,17 și o înclinație de 4,6° în raport cu ecliptica.